# Gare de Verzeille
La gare de Verzeille est une gare ferroviaire française de la ligne de Carcassonne à Rivesaltes, située sur le territoire de la commune de Leuc, à proximité immédiate de Verzeille, dans le département de l'Aude, en région Occitanie.
Elle est mise en service en 1876, par la Compagnie des chemins de fer du Midi. 
C'est une halte voyageurs de la Société nationale des chemins de fer français (SNCF), desservie par des trains TER Occitanie.
La gare est desservie par 15 Trains quotidiens dans chaque sens.

## Situation ferroviaire
Établie à 141 mètres d'altitude, la gare de Verzeille est située au point kilométrique (PK) 359,814 de la ligne de Carcassonne à Rivesaltes, entre les gares de Couffoulens - Leuc et de Pomas.

## Histoire
La gare de Verzeille est mise en service officiellement le 17 juillet 1876 par la Compagnie des chemins de fer du Midi et du Canal latéral à la Garonne, lorsqu'elle ouvre à l'exploitation la section de Carcassonne à Limoux de sa ligne de Carcassonne à Rivesaltes. De son ouverture à la fin de l'année 1876 la recette de la gare est de 7 525 francs, dont 1 862 fr pour le service des voyageurs, 71 francs pour le transport des marchandises Grande vitesse et 5 592 fr pour celui de la Petite vitesse.

## Fréquentation
De 2015 à 2023, selon les estimations de la SNCF, la fréquentation annuelle de la gare s'élève aux nombres indiqués dans le tableau ci-dessous.
| Année               | 2015 | 2016 | 2017 | 2018 | 2019 | 2020 | 2021 | 2022 | 2023 |
| ------------------- | ---- | ---- | ---- | ---- | ---- | ---- | ---- | ---- | ---- |
| Nombre de voyageurs | 517  | 903  | 356  | 109  | 189  | 221  | 532  | 679  | 855  |

## Service des voyageurs

### Accueil
Halte SNCF, c'est un point d'arrêt non géré (PANG) à entrée libre. Elle dispose d'un abri de quai.

### Desserte
Verzeille est desservie par des trains TER Occitanie circulant entre Carcassonne et Limoux.

### Intermodalité
Un parc pour les vélos et un parking pour les véhicules y sont aménagés. 
Des cars TER Occitanie complètent la desserte de la gare avec une ligne de Carcassonne à Quillan, via Limoux.. Leur arrêt est effectué à l'entrée du village de Verzeille.

## Patrimoine ferroviaire
L'ancien bâtiment voyageurs, avec la halle à marchandises accolée, et le petit édifice des latrines, tous deux construits par la Compagnie du Midi.

Anciens bâtiments de la gare Midi
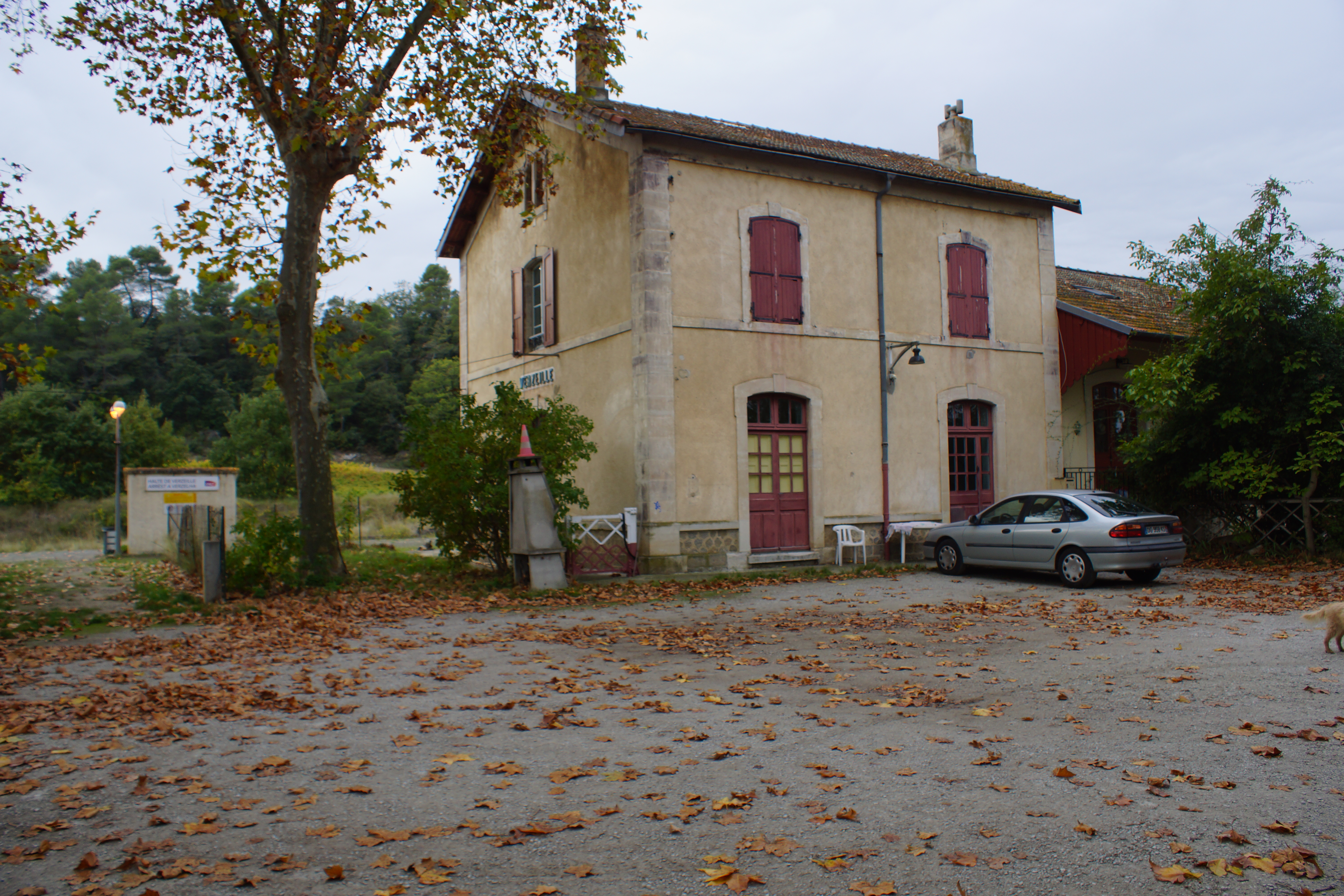
Bv et halle.
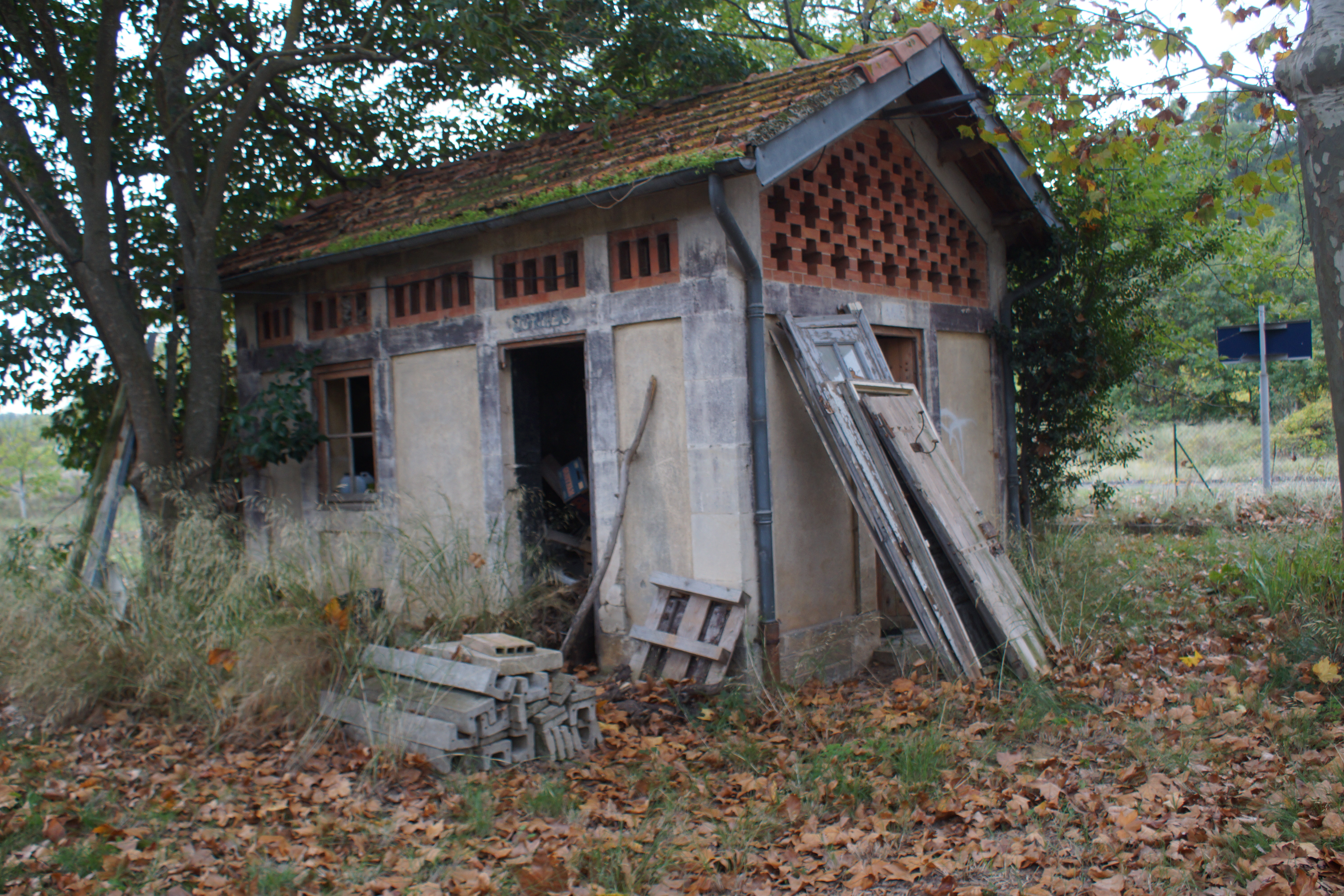
Latrine